# Arcachon
Arcachon là một xã thuộc quận cùng tên, trong tỉnh Gironde, thuộc vùng hành chính Nouvelle Aquitaine của nước Pháp, có dân số là 11.459 người (thời điểm 1999).

## Địa lý
Khu tắm biển ở Đại Tây Dương nằm trong Công viên Thiên nhiên của Landes de Gascogne, tại bờ phía nam của Bassin d'Arcachon khoảng 60 km về phía tây nam của Bordeaux.
Phía nam của khu biệt thự ở ngoại ô Le Pilat Plage và Pyla sur Mer (mà hành chính đã thuộc thành phố láng giềng La Teste-de-Buch) trên lối ra từ vịnh đến Đại Tây Dương có cồn cát cao nhất ở châu Âu, Dune du Pilat cao khoảng 110 mét, dài 2, 7 km và rộng khoảng 500 m.

## Các thành phố kết nghĩa
- Goslar, Đức

## Những người con của thành phố
- Humbert Balsan, nhà sản xuất phim
- Carlos Salzédo, nhà soạn nhạc